# WLE 0031–0035
Die normalspurigen Tenderlokomotiven WLE 0031–0035 der Westfälischen Landes-Eisenbahn (WLE) waren dort von 1936 bis 1971 in Betrieb. Sie waren auf der Strecke mit starken Steigungen und engen Radien besonders geeignet.

## Geschichte
Obwohl die WLE in den 1930er Jahren den Dieseltriebwagen DT 1 beschaffte, dem 1936 mit dem DT 2 ein weiterer folgte, konnte sie nicht auf Dampflokomotiven im Reisezugdienst verzichten. Die Verwaltung erteilte deshalb an die Firma Borsig den Auftrag, eine leichte Lokomotive zu entwickeln, die sich in groben Abmessungen an der DR-Baureihe 64 anlehnt, aber besonders für steigungsreichere Strecken geeignet sein sollte.
Die neue Lokomotive war für den Streckenabschnitt der Möhnetalbahn gedacht. Sie sollte dort auf dem Abschnitt zwischen Soest und Echtrop einen Zug mit 160 t Masse auf der Steigung von 20 ‰ mit 40 km/h, auf dem folgenden Abschnitt bis Scharfenberg mit 60 km/h und auf der bis Bahnhof Brilon Stadt anschließenden Steigung wiederum mit 40 km/h befördern. Die Lokomotiven sollten weiterhin bei Vorwärts- sowie Rückwärtsfahrt gute Laufeigenschaften bis zu einer Geschwindigkeit von 75 km/h garantieren sowie hinsichtlich unbeschrankter Bahnübergänge gute Sicht in beide Fahrtrichtungen ermöglichen.
Gegenüber der Baureihe 64 unterschied sich die neue Maschine durch geringere Treib- und Kuppelraddurchmesser, ein besseres Masse-/Leistungsverhältnis sowie eine größere Verdampfungsheizfläche. Die WLE-Maschine hatte gegenüber der BR 64 in der Ebene bei 55 km/h 150 t und bei 80 km/h 70 t mehr Schlepplasten. Auf einer Steigung von 20 ‰ hatte die neue Lok bei 50 km/h 35 t mehr Schlepplasten.
Im Betrieb zeigten die Lokomotiven, dass sie die erforderlichen Leistungsvorgaben erfüllen konnten und darüber hinaus noch über ausreichend Leistungsreserven verfügten. Die Verbrauchszahlen für Wasser und Kohle entsprachen den erforderlichen Werten. Die Lokomotiven waren außer im Reisezugdienst öfters als Triebwagenersatz zu finden. Ursprünglich trugen die Lokomotiven die Nummern 31 bis 35, ab 1950 bekamen sie eine vierstellige Nummer mit zwei vorgestellten 0en als Präfix.
Durch die Verdieselung wurden 1965 die Lokomotiven 0034 und  0035, 1970/71 die anderen drei Maschinen ausgemustert und verschrottet.

## Konstruktion
Die runde und schöne Linienführung wird durch die kegelige Rauchkammertür unterstützt. Ab der Lokomotive 0033 erhielten die Maschinen ab Werk geschlossene Führerhäuser. Die Lokomotiven 0031 und 0032 wurden später mit diesen Führerhäusern nachgerüstet. Die seitlichen und hinteren Wasserkästen waren Nietkonstruktionen.
Der Stahlkessel ist ebenfalls eine Nietkonstruktion, die Feuerbüchse und die Stehbolzen hingegen aus Kupfer. Der Außendurchmesser des aus einem Schuss bestehenden Kessels betrug 1.700 mm. Der Überhitzer war für eine Temperatur von 380 °C ausgelegt, bei starker Belastung wurden sogar bis 410 °C erreicht. Die hohe Überhitzertemperatur ergab im Zusammenhang mit dem hohen Kesseldruck günstige Verbrauchswerte. Der Rost war leicht nach vorn geneigt und dreiteilig ausgeführt. Zum Ausschlacken war dessen mittlerer Teil als Kipprost ausgebildet, der mit einer Handbetätigung über Spindel zu bedienen war.
Über der hinteren Kuppelachse der Lok lag der Aschkasten. Der Kessel hatte drei Dome: der vordere Dampfdom war für die Speisewasserreinigung, der mittlere war der Sanddom, der hintere Dampfdom hatte einen Ventilregler Bauart Wagner. Die Kesselspeisung erfolgte durch zwei Strahlpumpen mit einer Förderleistung von je 125 l/min. Auf dem Stehkessel waren zwei Sicherheitsventile Bauart Ackermann vorhanden.
Der Blechrahmen war vorwiegend in Schweißkonstruktion entstanden. Durch ein horizontal liegendes Blech, das von den Zylindern bis zur Feuerbüchse reichte, war er zusätzlich versteift. An den Stirnwänden befanden sich die Pufferbohlen mit der Zug- und Stoßeinrichtung. Der Kessel war mit dem Rahmen vorn durch den Rauchkammerquerträger fest verbunden, hinten war er gleitend auf dem Rahmen abgestützt. Das Laufwerk wurde mit Blattfedern mit dem Rahmen abgefedert. Die Tragfedern der Laufachsen lagen über den Achslagern, die der Kuppelachsen unterhalb. Sämtliche Blattfedern waren untereinander mit Ausgleichshebeln verbunden.
Das Laufwerk war symmetrisch und hatte fast keine überhängenden Massen. Die Laufachsen waren als Bisselgestell ausgeführt. Sie besaßen eine Rückstellvorrichtung, dadurch wurde eine sanfte Einfahrt der Lok in den Gleisbogen erreicht und gleichzeitig eine Mittellage der Lok bei Geradeausfahrt garantiert. Die Lokomotiven liefen bei Krümmungs- sowie Geradeausfahrt auch bei Höchstgeschwindigkeit außerordentlich ruhig. Die Spurkränze der Treibachse waren um 15 mm geschwächt.
Die beiden Dampfzylinder waren mit Passschrauben am Rahmen befestigt und sorgfältig entlastet. Vier Lokomotiven waren anfangs mit Druckausgleichkolbenschieber der Bauart Nicolai ausgerüstet, die Lok 0032 besaß anfangs eine Lentz-Ventilsteuerung. Alle Lokomotiven erhielten später durch Umbau Müller-Schieber. Der Antrieb erfolgte auf die mittlere Treibachse mit günstigen Längen für die Treibstangen sowie verhältnismäßig lange Schwingen- und Schieberschubstangen. Treib- und Kuppelstangen besaßen Lagerschalen aus Rotguss.
Die Lokomotive besaß eine indirekte Bremse der Bauart Knorr. Abgebremst wurden die Treibräder von vorn. Außerdem besaß die Lok eine tieftönige Dampfpfeife der Reichsbahn-Bauart, ein mittels Druckluft betätigtes Läutewerk, Druckluftsandstreuer, Rauchkammerspritzvorrichtung, Schmierpumpe Bauart de Limon für Kolben und Schieber, Geschwindigkeitsmesser von Deuta, Niederdruckdampfheizung sowie eine elektrische Beleuchtung mittels Turbogenerator mit einer Leistung von 0,5 kW.